# ブロモクロロフルオロヨードメタン
ブロモクロロフルオロヨードメタン (bromochlorofluoroiodomethane) は、化学式がCBrClFIの化合物である。メタンの4個の水素がすべて別々のハロゲンに置換した構造を持つためキラル分子である。
エナンチオマーを説明するための題材として取り上げられるが、2007年現在、実際に合成されるには至っていない。